# VII. Amadé savoyai gróf
Savoyai VII. Amadé vagy Amadeus (Avigliana, Suzai-völgy, Piemont, 1360. február 24. – Ripaille-i (Ripagliai) kastély, Thonon-les-Bains, 1391. november 1.) Savoya grófja, továbbá Aosta, Moriana és Nizza grófja 1383–1391 között.

## Élete

### Származása
1364-ben született Piemontban, Avigliana (franciául: Veillane) város kastélyában. 
Édesapja VI. Amadé (1334–1383) volt, Savoya grófja, Savoyai Aymon grófnak (1291–1343) és a Palailogosz-házból való Montferratói Violante (Jolanda) Paleologa hercegnőnek (1318–1342) legidősebb fia, ragadványnevén „a zöld gróf”. 
Édesanyja Bonne de Bourbon hercegnő (1341–1402) volt, melléknevén „Madame la Grande”, I. Péternek (1311–1356), Bourbon uralkodó hercegének és Valois Izabella hercegnőnek (1313–1383) leánya, Charles de Valois unokája; nővére révén V. Károly francia király sógornője, Fülöp trónörökösnek, a jövendő királynak unokahúga.
A szülők házasságából három (André Palluel-Guillard történész kutatásai szerint négy) gyermek született, de egyedül Amadé érte meg a felnőttkort:
- leánygyermek (*/† 1358)
- Savoyai Amadé (Amédée/Amedeo, 1360–1391), trónörökös, 1383-tól VII. Amadé néven apja örököseként Savoya grófja, 1377-től Bonne de Berry hercegnő felesége.
- Savoyai Lajos (Louis, 1364–1365)
- Savoyai Antal (Antoine, ?–1374)

### Beceneve
Amadé már ifjúkorától kezdve kedvelte a bajvívást, és később, jeles hadvezér is volt. Az a szóbeszéd járta, hogy páncélját az ellenség vére festette vörösre, így ragadt rá „a vörös gróf” elnevezés. Valójában e becenév eredete az, hogy bajvíváskor és hadjáratban egyedüliként hordott talpig vörös ruházatot, hasonlóan apjához, VI. Amadéhoz, „a zöld grófhoz”, aki zöld öltözetet hordott.
Több krónikás, elsőként Perrinet Dupin írta (1476-1478), hogy a vörös színt – úgymond „a bátorság tüzének színét” – az ifjú Károly, Berry hercege, Franciaország későbbi királya társította Amadé gróf nevéhez, a flandriai hadjárat során tanúsított vitézségéért. Dupin krónikás szerint Amadét eredetileg „fekete grófként” nevezték, ez később változott „vörösre”.
Egy másik fennmaradt hagyomány szerint a fia születésének tiszteletére összehívott ünnepségen, ahol a Francia Királyság legfőbb méltóságai is jelen voltak, Károly, Berry hercege felhívta Amadét, hogy hagyja el a gyászruha viselését. Ez a változat (töredékesen) a Jehan d’Orieville által írt „Chronique de Savoye”-ban olvasható.

### Házassága, gyermekei

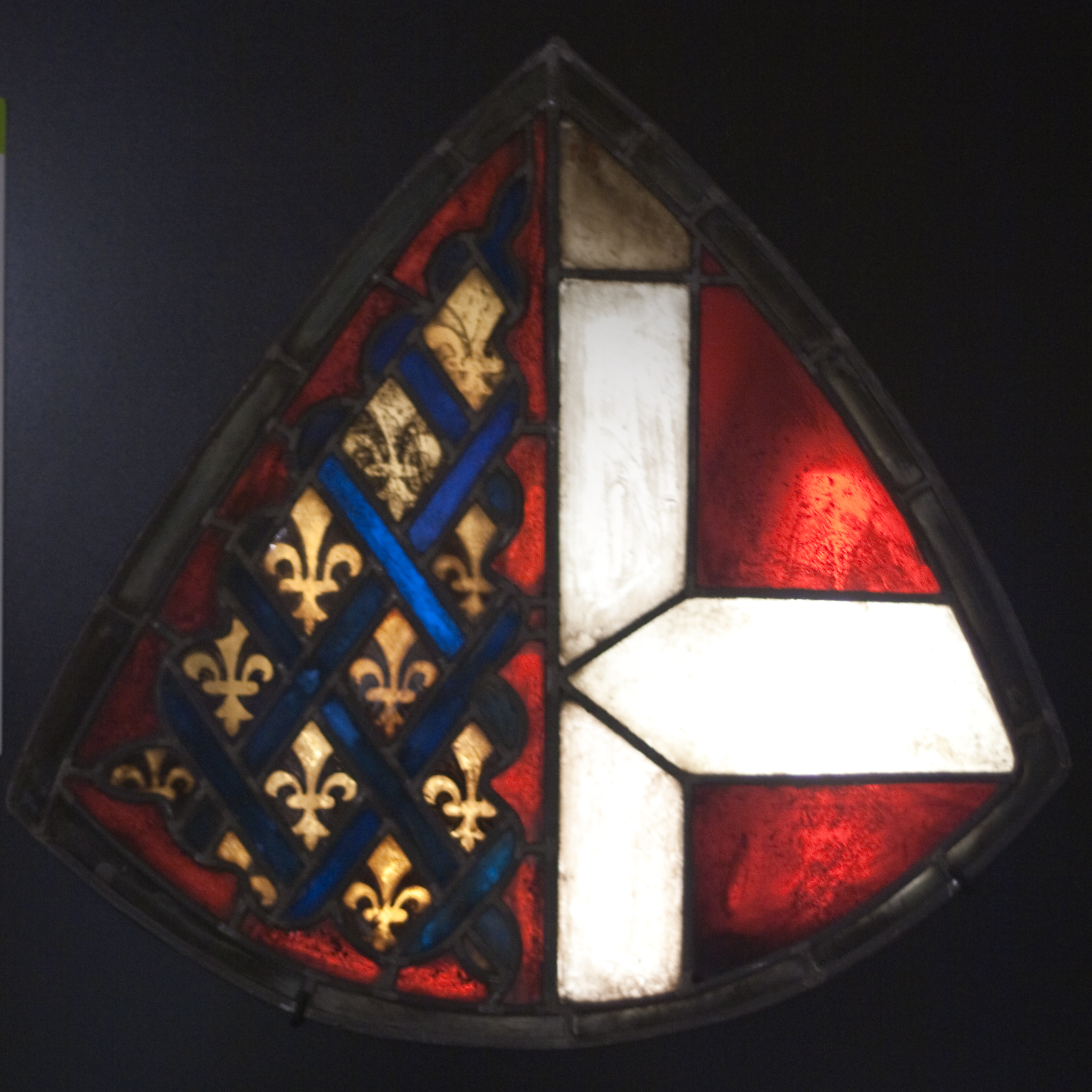
Savoyai VII. Amadé gróf és Bonne de Berry egyesített címere templomi üvegablakon ábrázolva, fordított állásban (Musée historique de Lausanne)

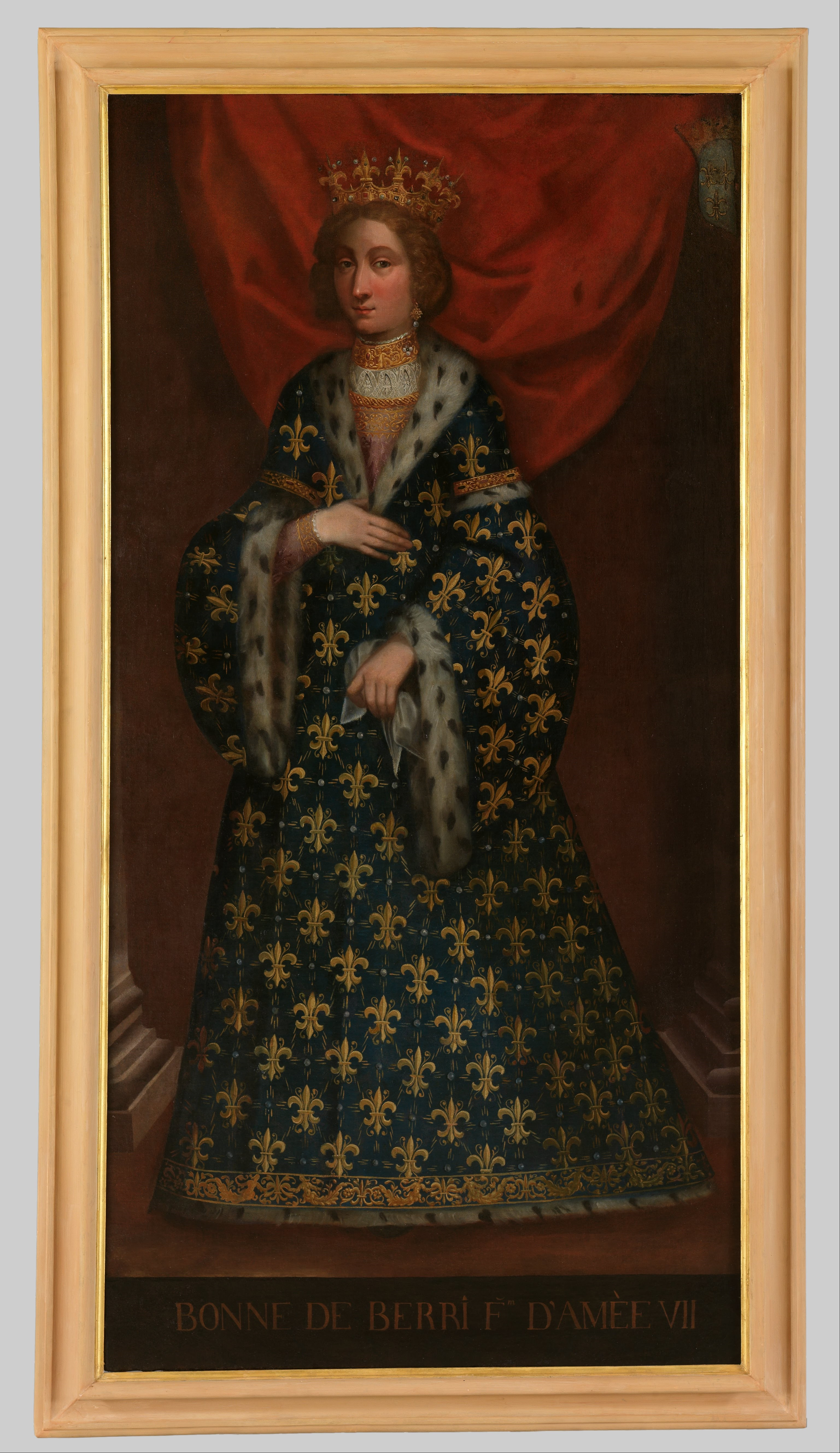
Bonne de Berry, VII. Amadé felesége

Amadé, Bresse grófja 1377. január 18-án Párizsban feleségül vette Bonne de Berry hercegnőt (1367–1435), Carlat algrófnőjét (vicomtesse), Jean de Berry herceg (1340–1416) és Jeanne d’Armagnac grófnő (1346–1388) leányát, II. (Jó) János francia király unokáját, V. (Bölcs) Károly francia király unokahúgát, aki keresztnevét apai nagyanyja, Luxemburgi Bona francia trónörökösné, János cseh király leánya, IV. Károly német-római császár húga után kapta.
A házasságból három gyermek született:
- Savoyai Amadé (1383–1451), a trónörökös, 1391-től VIII. Amadé néven Savoya grófja, 1400-tól Piemont hercege, 1416-tól Savoya első hercege, 1439–1449 között V. Félix néven ellenpápa.
- Bonne de Savoie (Savoyai Bona, 1388–1432), aki 1403-ban Savoyai Lajoshoz (1364–1418), Piemont urához (Louis de Savoie-Achaïe) ment feleségül.[6]
- Jeanne de Savoie (Savoyai Johanna, 1392–1460), aki 1411-ben a Palaiologosz-ház egyik ágából való Jean-Jacques de Montferrat márkihoz (1395–1445), a Montferrati Őrgrófság uralkodójához ment feleségül.

Szintén 1377 körül, még grófi trónörökös korában Amadénak viszonya volt egy közrendű lánnyal, a Bourg-en-Bresse-i illetőségű Françoise Arnaud-val. E házasságtörő viszonyból két természetes gyermek született: Savoyai Humbert (†1443), ragadványnevén „Le Bâtard de Savoie” (a Savoyai Fattyú), és Jeanne (vagy Jeannette), akit később André de Clarens bugey-i nemesemberhez adtak feleségül.

### Savoya grófja (1383–1391)
A flandriai céhek felkelése (1379–1385) idején VI. Károly francia király a kereskedőkkel szemben álló II. Lajost, Flandria grófját támogatta. 1382-ben a flandriai céhes lázadók ellen vezetett második hadjáratába Károly meghívta rokonát és szövetségesét, VII. Amadé grófot, aki a „hétszáz savoyai lándzsás”-ként emlegetett bandériuma élén 1382. november 27-én harcolt a roosebekei csatában, ahol a feudális uralkodók szövetsége döntő vereséget mért a kereskedők köztársaságának szövetségére.
Címei között Amadé – Savoya grófja mellett – felsorolta még a „Chablais és Aosta hercege, Itália márkija, és a Birodalom fővikáriusa” (duc de Chablais et d’Aoste, marquis en Italie, vicaire général d’Empire) címeket is.
Anjou Johanna nápolyi királynőnek, Provence grófnőjének halála (1382) után Amadé aktívan „beszállt” a provence-i örökösödési konfliktus rendezésébe és része volt az Aix-i unió elleni küzdelemben. II. Károly magyar király halála (1386) az Unió meggyengült. Az Unió 1388-as veresége után Amadé tárgyalásokba kezdett Jean Grimaldi de Beuil báróval, a nizzai szenátus tagjával annak érdekében, hogy a Nizzát és vidékét megszerezze magának. 1388. szeptember 28-án aláírt egyezmény („charte de dédition”) értelmében Nizza, valamint a Var folyó keleti (bal) partján fekvő provence-i települések a Savoyai-ház államterületének (États de Savoie) részévé váltak. E területeket „terres neuves de Provence” (provence-i új földek) néven új közigazgatási egységbe szervezték. Ezt az új közigazgatási egységet másfél évszázaddal később, 1526-ban Nizzai grófságnak (Comté de Nice) nevezték el.

### Halála és utódlása
VII. Amadé gróf 1391. november 1-jén halt meg, a Ripaille-i kastélyban, amely ma Thonon-les-Bains város egyik kerületéhez tartozik. A kastély környékén vadászatot rendeztek, ennek során a gróf súlyos lovasbalesetet szenvedett. Sebeit rosszul kezelték, vérmérgezés és tetanusz lépett fel, mely a sérült halálát okozta. Elterjedt a híre, hogy megmérgezték. Utódja gyermekkorú fia, VIII. Amadé lett. Az elhunyt gróf végrendeletében úgy rendelkezett, hogy a gyermek mellett nagyanyja, Bonne de Bourbon legyen a régens, és ne édesanyja, az özvegy grófné, Bonne de Berry. A két grófné körül csoportosult nemesek csoportjai között hatalmi harc alakult ki, amelybe a gróf rokona, Piemonti Amadé, Achaïe (Achaia) hercege is beavatkozott, aki trónkövetelőként lépett fel.
Az elhunyt gróf személyi orvosát, Jean de Granville-t és gyógyszerészét, Pierre de Lompnes-t, megvádolták a gróf meggyilkolásával. 
Lompnes-t 1392 júliusában Chambéryben kivégezték. Granville-t kínvallatásnak vetették alá, ennek hatására addigi pártfogóira vallott rá: felbujtóként az elhunyt gróf özvegy anyját, Bonne de Bourbont nevezte meg, akinek cinkosai Cossonay ura és III. Ottó (Othon) de Grandson, Aubonne ura lett volna. A rágalmazás hátterében az utódlási harc állt, ami polgárháborús helyzetet eredményezett. Végül régenstanács alakult, amely istenítélet keretében „rendezte” a helyzetet: Grandsont az 1397. augusztus 7-én Bourg-en-Bresse-ben megrendezett ünnepélyes és hivatalos párviadalban a Savoyai-család képviselője, Gérard, Estavayer ura legyőzte és megölte, megszilárdítva a Savoyaiak egyenesági örökösödését. Jóval halála után Grandson nevét tisztázták és felmentették a gróf megmérgezésével kapcsolatos vád alól.